# 小田急バス
小田急バス株式会社（おだきゅうバス、英: Odakyu Bus Co., Ltd.）は、東京都調布市に本社を置く小田急グループのバス事業者。東京都および神奈川県で路線バスを運行する。
子会社としてタクシー事業者の川崎交通産業（小田急バス100%出資）、新立川交通がある。また過去の子会社として小田急シティバス、箱根温泉土地があった。

## 概要

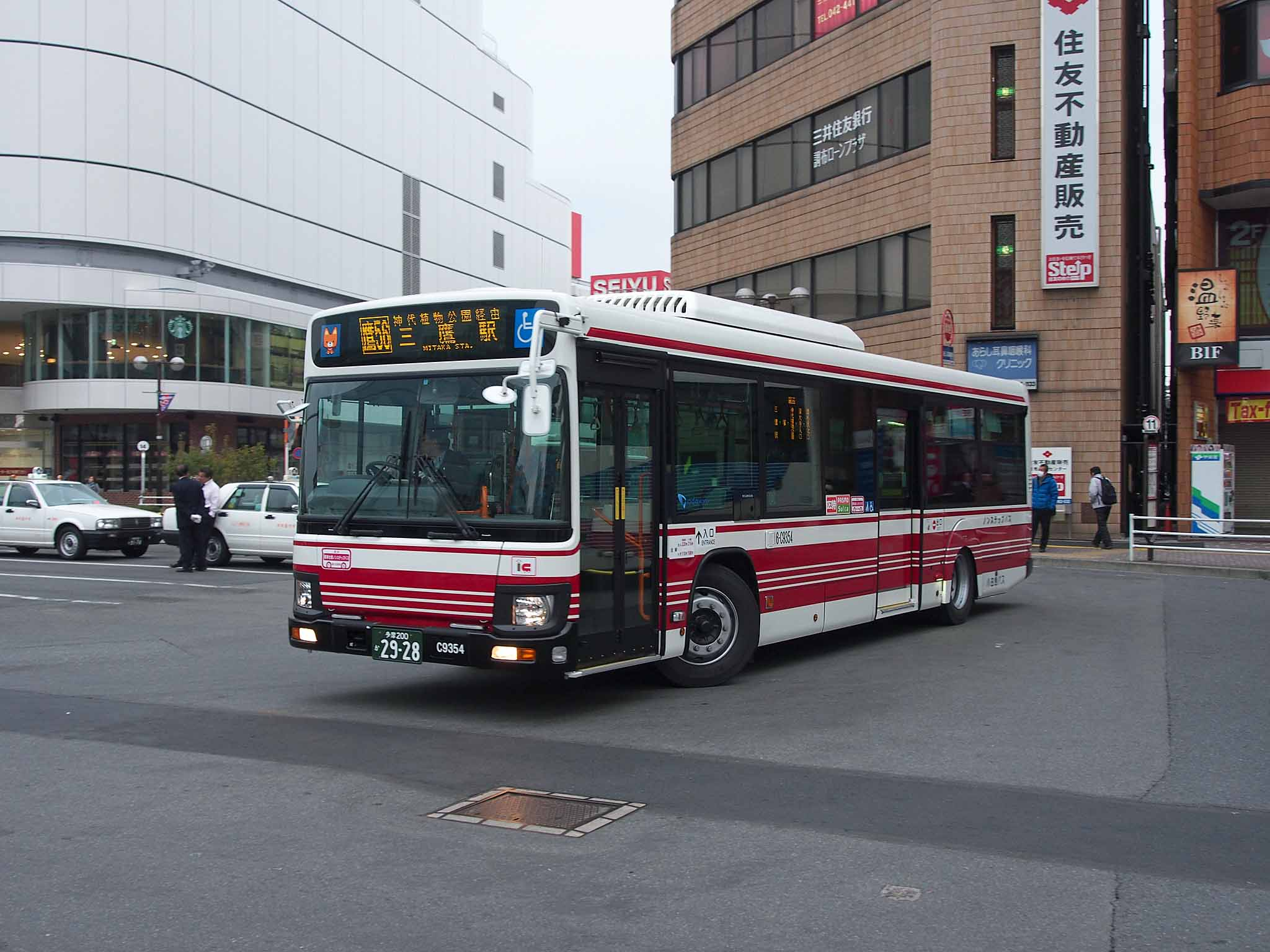
小田急バスの車両（調布駅北口にて）

主な事業は路線バスの運行である。東京都および神奈川県内に6つの営業所を持ち、一般路線バスの運行にもっとも多くの車両を割いている。その他、空港連絡バスの運行にも参入している。高速バス事業は子会社の小田急シティバスへ移管した。
路線バスの運行エリアは、調布市・三鷹市・武蔵野市・狛江市を中心とする東京北多摩南部、東京23区内では世田谷区・渋谷区、南多摩地区では稲城市・町田市、神奈川県内では川崎市北部（麻生区・多摩区・宮前区）および横浜市北部（青葉区）などに及ぶ。主要なターミナル駅は、三鷹駅、吉祥寺駅、調布駅、新百合ヶ丘駅など。
近年はコミュニティバスの運行受託にも力を入れており、2003年9月には国土交通省から「国土交通特別大臣賞」を受賞した。
本社は、小田急バスとなった当初は新宿に置かれたが、1990年代に移転し、現在は調布市仙川のバスターミナルに隣接した場所にある。バス事業以外に副業として、住宅・オフィスビル・駐車場の賃貸や分譲などの不動産業を行っている。ガソリンスタンドの営業も行っていたが、2014年10月31日をもって全店が閉店した。ガソリンスタンドは本社ビル併設のほか、世田谷区内や沿線外にモービルのGSを出店していた。仙川の本社ビルの1階には、同社が運営していたガソリンスタンド跡に居抜き出店したENEOSのガソリンスタンドがある。
なお、元内閣総理大臣の羽田孜は、小田急バスに約10年間勤務していた（詳細は羽田孜#生い立ちと若年期 (1935年-1968年)を参照）。

### 営業エリアについて

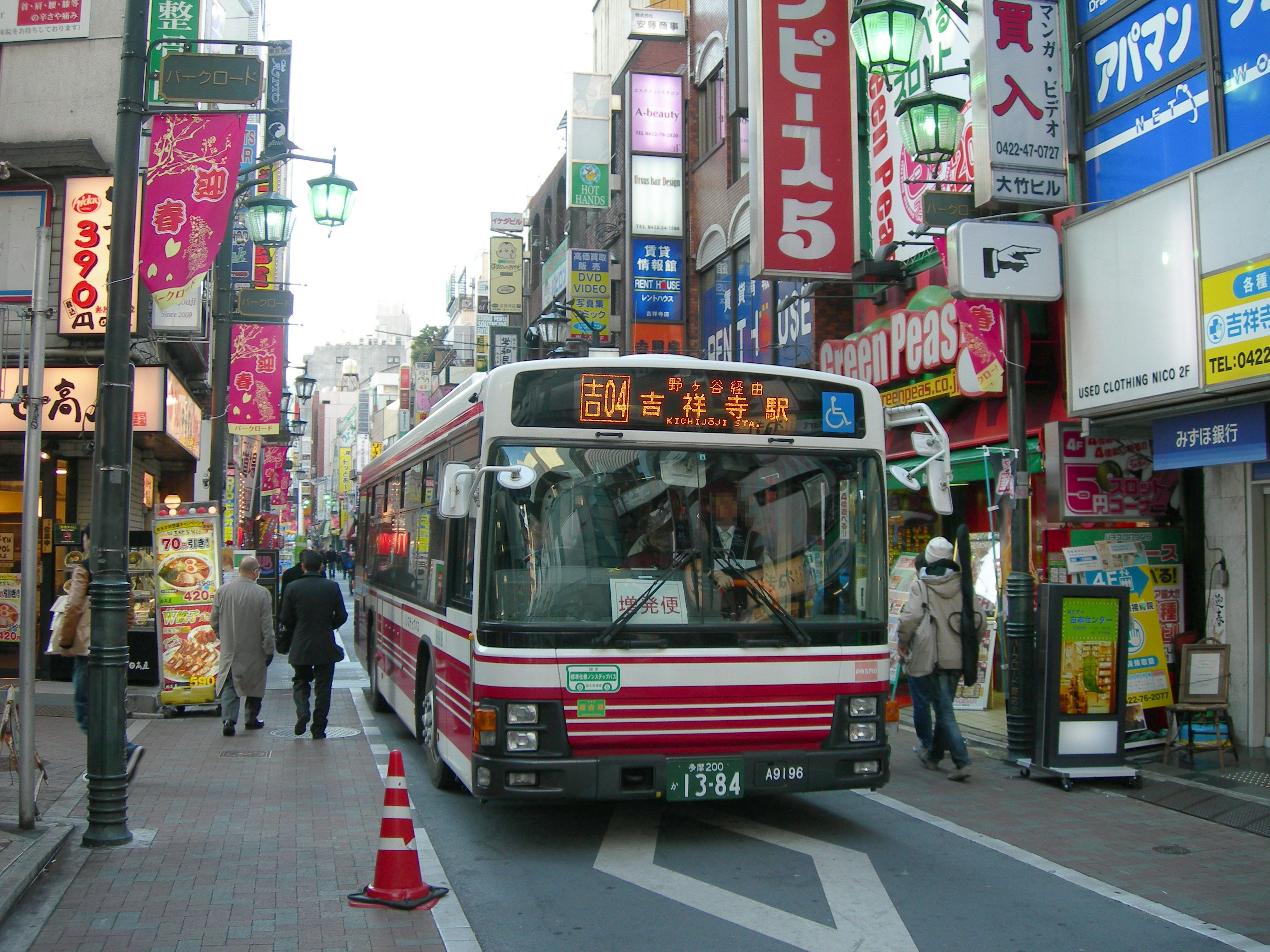
吉祥寺駅前の繁華街を行く小田急バスの車両

後述する歴史のとおり、小田急バスの前身は調布を本拠として設立された武蔵野乗合自動車株式会社であり、現在の調布市、三鷹市、武蔵野市に路線を持つ、小田急電鉄とは全く無関係な事業者であった。武蔵野乗合自動車は戦時中もいわゆる「大東急」に統合されず、戦後も独立系のバス専業事業者として存続していたが、経営難から国際興業の傘下に入った。
一方、戦後に大東急から離脱して新発足した小田急電鉄は、神奈川県内に下記の傍系企業を持つものの、当時は東京都内に直営のバス路線が無かったため、都内での直営バスの開設が宿願であった。このため小田急電鉄もバス事業に進出を計画するが、新規事業ゆえ許認可や車両調達、人材確保などに手間取り、なかなか開業できずにいた。そんな折、国際興業から既存会社である武蔵野乗合自動車を買収することになり、同社の社名を変更して現在の小田急バスが発足した。
このような沿革を持つため、小田急バスは小田急電鉄沿線から離れた調布市に本社を置き、調布・三鷹・武蔵野地区に路線基盤を有しているのである。
小田急バスおよび立川バス系の労働組合は、小田急電鉄労働組合などと同様に私鉄総連に加入しているが、労使協調路線が多い小田急グループの中では「外様」であることから例外的に労働組合の力が強く、春闘や秋闘になるとストライキに突入する場合もある。
なお小田急グループ全体としては、小田急電鉄沿線に以下のバス事業者が路線を有している。
- 神奈川中央交通 - 小田原線（鶴川駅 - 渋沢駅）、江ノ島線（相模大野駅・南林間駅 - 藤沢駅）、多摩線（黒川駅・小田急永山駅 - 唐木田駅）
- 神奈中タクシー[注釈 3] - 小田原線（相武台前駅 - 座間駅）、江ノ島線（中央林間駅 - 高座渋谷駅）※神奈中グループ
- 箱根登山バス - 小田原線（新松田駅 - 小田原駅）
- 江ノ電バス - 江ノ島線（藤沢駅 - 片瀬江ノ島駅）

いずれも大東急離脱後に小田急グループ入りした企業であり、1948年（昭和23年）6月1日の大東急離脱により、神奈川中央乗合自動車（現：神奈川中央交通）と箱根登山鉄道（現：小田急箱根）が小田急の傘下となっており、小田急バスより早く小田急グループ入りしている。その後、小田急電鉄直営による「小田急直系」バス部門としてのちの小田急箱根高速バスが誕生している。

## 歴史
他の多くの大手私鉄系バス会社では、バス事業の経営合理化を目的として主に1990年代前後、本体の自動車部門（バス部門）を分社化し子会社として設立された経緯を持つが、小田急バスの成立過程と小田急電鉄の関係はそうではなかった。

### 武蔵野乗合自動車の創業
小田急バスの始まりは大正後期に遡る。北多摩郡調布町の太田正八が多摩川バスの名義で吉祥寺 - 野崎 - 調布間の乗合自動車を開業する。1932年（昭和7年）6月1日、東京赤坂に本社をおいていた安全自動車の中谷保が武蔵野乗合自動車を設立。太田も取締役に就任し、彼の事業を引き継いで開業した。本社を東京府北多摩郡調布町布田（現在の調布市布田）に置いた。
しかし当時の北多摩地域はまだ人口も少なく、経営状態は良くなかった。そこに長野県出身の実業家児玉衛一が着目し、五島慶太の助言を受けた上で1935年（昭和10年）12月16日に武蔵野乗合自動車を買収した。ただし児玉はオーナーにとどまり、実際の経営は乗合バス業に実績のあった河合鑛が社長に就任して行っていた。
武蔵野乗合自動車の創業当時の路線は、調布 - 三鷹天文台 - 武蔵境と、調布 - 野崎 - 吉祥寺の2路線であった。前者は現行の狛江北口線（境91系統）の一部、後者は現行の調布線（吉06系統）に相当する。この2路線は小田急バスのルーツであり、現在でも主要路線である。
だが当時はまだ沿線人口が少なかったこともあり、安全自動車が経営していた時と同様に経営は苦しく、また引き継いだ車両の老朽化による故障にも苦しんだ。
1937年（昭和12年）に吉祥寺駅南口へ本社と営業所を移転し、同時に、吉祥寺 - 野崎、武蔵境 - 野崎の2路線を運行開始した。この路線は現行の境・境南線（吉01系統）に相当する。
戦時体制に入るにつれて、武蔵野乗合自動車でも戦時輸送が大きな割合を占めていくこととなる。沿線には、中島飛行機（富士重工）、日本無線、正田製作所（日産自動車）などの軍需工場が多数あり、それら工場への従業員輸送を多く担っていた。
戦時体制下では陸上交通事業調整法の公布により、バス事業者は極力統合される方向となり、武蔵野乗合自動車が路線を持っていた東京西部地域では、東京急行電鉄（いわゆる大東急）として統合される方針であったが、武蔵野乗合自動車は大東急に統合されることはなかった。終戦間近の1944年（昭和19年）には吉祥寺駅周辺が強制疎開の対象地域となり、武蔵野乗合自動車は本社・営業所を野崎へ移転し、不要不急路線を休止して軍需工場輸送に全力を挙げた。
1945年（昭和20年）8月15日に終戦を迎え、翌1946年に武蔵野乗合自動車では、需要の多い吉祥寺 - 新川間で輸送を再開した。翌1947年には車両購入のため増資したが、当時は燃料事情が厳しくガソリン車の購入が制限されていたため電気バスを採用、戦時中に製造され武蔵野乗合自動車が保有していた「中島式SKS電気バス」（中島飛行機とは無関係）を再生して使用、さらに4台の中古電気バスを購入。これにより、調布 - 三鷹天文台 - 武蔵境と、調布 - 野崎 - 吉祥寺の2路線を復活させたが、当時の電気バスはバッテリー上がりや坂道での故障など問題が多かったため、進駐軍払い下げ車のGMCアンヒビアンバス（軌陸両用バス）改造車6両を投入。運行を行う体制は徐々に整っていくものの、業績悪化は続いていた。

### 小田急電鉄による買収
1949年（昭和24年）には、東京急行電鉄から東都乗合自動車を買収して乗合バス事業に進出した国際興業から（創業者の小佐野賢治は五島慶太より強羅ホテルを買収した一件から親交が深かった）、武蔵野乗合自動車に対しても買収の申し入れがあり、同年8月に武蔵野乗合自動車は、河合鑛社長以下の経営陣が続投したまま国際興業傘下のバス事業者となった。負債などは国際興業が肩代わりしたが、経営状態は相変わらず厳しいものであった。
一方、1948年（昭和23年）に東京急行電鉄から分離した小田急電鉄は、大東急離脱時に引き継いだ乗合バス事業が旧小田急電鉄が経営していた相武台線のみであり、また同線はほぼ休止状態となっていて、さらに分離時に傘下に入った神奈川中央乗合自動車の路線網と重複したこともあり、同社に肩代わりさせる形で撤退した。
もともと旧小田急電鉄の乗合バス事業は上述の相武台線の他には旧帝都電鉄の大宮八幡宮-牟礼-武蔵小金井駅、牟礼-井の頭公園間があったのみだが、こちらは分割時に京王帝都電鉄の所属となってしまったため、新生小田急電鉄は都内での乗合バス事業を持たずにスタートを余儀なくされた。旧小田原急行鉄道の都内沿線は戦前から東京横浜電鉄や京王電気軌道の路線バスが乗り入れていたが、これらは大東急分割後もそのまま東急バスの路線として残っていた。これらの路線も戦時中は休止を余儀なくされていたが、徐々に復活し、一部は都営バスとの相互乗り入れを行って都心へ直結したので小田急線を脅かす存在となっていた。
こうして小田急電鉄は自社で都内の乗合バス事業を運営していなかったことから同業他社に立ち遅れることになってしまった。こうした事態を打開すべく小田急電鉄もバス事業に進出を計画するが、戦後復興優先の時代では新規事業の許認可取得は難しく、既存事業者の買収を図ることとなった。バス事業への進出を悲願とする小田急電鉄と、経営難の武蔵野乗合自動車を再建するよりも自社エリアの事業拡充を考える国際興業の意思が一致した。
これにより、1950年（昭和25年）8月17日に小田急電鉄は武蔵野乗合自動車を買収し、同年9月1日に商号変更して小田急バスとして発足した。小田急バスではこの日を会社設立日としている。本社も三鷹市野崎から渋谷区千駄ヶ谷の小田急電鉄本社へ移転した。

### 小田急バスの成立と発展
小田急バス発足時の体制は以下の通りであった。
- 本社：東京都渋谷区千駄ヶ谷5丁目862番地（小田急電鉄本社内）
- 営業所：三鷹営業所（東京都三鷹市野崎）
- 車両:38両
- 運行路線：11路線、104km
  - 吉祥寺- 柿生、吉祥寺 - 調布、吉祥寺 - 牟礼、武蔵境 - 野崎、武蔵境 - 東京駅丸の内南口、その他

武蔵境 - 東京駅丸の内南口は、小田急バス成立直前に開業した路線。都営バス、京王帝都電鉄（現：京王電鉄バス）との共同運行[6]。

小田急バスとして発足後は積極的に新車導入を進め、ボンネットバスや日野トレーラーバスを導入して旧型車両を代替した。車体の塗装も一新され（現在も安全運転訓練車で見られる旧塗装）、1950年（昭和25年）9月にはシンボルマークとして車体に犬のレリーフが取り付けられた。発足後まもなく世田谷区内に路線を進出、1950年11月には若林営業所を新設し、1951年には同営業所で貸切バス事業も開始した。こうして小田急グループの一員として着実に新生を進め、1953年（昭和28年）には早くも黒字に転換、同年には現行の赤と白の車体色が採用されている。
1950年代には路線網も大きく拡充を図り、1950年（昭和25年）には、新宿 - 三軒茶屋（三軒茶屋線）、新川 - 経堂等の運行を開始した。また都心部に進出を図るも、この地域にはすでに東急や京王など同業他社による路線が張り巡らされており、小田急バスが新規路線を開業する余地は少なかったが、東京急行電鉄との交渉の末、渋谷駅 - 成城学園前駅（渋24系統）の乗り入れの実現や、千歳烏山駅 - 成城学園前駅（成06系統）の路線譲渡を受けることができた。また国領 - 成城間の免許を取得して渋谷まで路線をつないだ。
1950年代後半以降、小田急バスの営業エリアである調布・三鷹・武蔵野市や世田谷区内では急速に宅地化が進み、駅などへの輸送需要が発生し、新設路線や既存路線の延長が相次いだ。この地域での輸送拡充に対応するため、1953年（昭和28年）には野崎にあった三鷹営業所を吉祥寺へ再移転して吉祥寺営業所とし、1959年（昭和34年）には武蔵境営業所、1960年（昭和35年）には狛江営業所を新設した。
1960年代には、バス車掌の不足により1961年から武蔵境営業所管内でワンマン運転を開始、近隣他社と同じく1970年代にはワンマン化が完了している。またこの時代にはモータリゼーションの進展とともに渋滞など道路状況の悪化が進み、運行の定時性が失われて乗客減を招いた。特に狭隘路線の多い世田谷区では影響が大きく、また車両制限令に抵触する路線も出たため、都区内の路線については再編が進み、長距離路線の廃止、踏切をまたぐ路線の分断などが行われた。
逆に多摩西部と神奈川県内では、郊外のベッドタウン化により好況が続き、大規模団地建設やよみうりランドなどのレジャー施設開業による路線新設が相次いだ。小田急電鉄沿線での路線網拡大のため、1967年（昭和42年）には神奈川県内初の営業所として生田営業所（現：登戸営業所）が開設された。以降、1970年代から1980年代にかけては、小田急電鉄沿線を中心とした神奈川県内（川崎市北部・横浜市北部）および隣接する町田市・稲城市での路線網拡大が続くことになる。1983年（昭和58年）には町田営業所を開設、新百合ヶ丘駅以西の路線を生田営業所から移管し、この地域のニュータウン輸送を分担するようになる。

### コミュニティバス運行受託
東京都内においても、主要幹線道路から離れた場所では公共交通機関が不便な地域が残り、高齢化などによる交通弱者の移動手段を確保するためにも、交通不便地域を解消することが地方自治体の一つの課題となっていた。このため、1990年代以降は各地でコミュニティバスの導入が増えており、実際の運行は地域のバス事業者に委託する形を取ることが多い。
小田急バスにおいても、1990年代後半から東京多摩地域および世田谷区内でコミュニティバスの運行受託を開始している。1998年（平成10年）の三鷹市「みたかシティバス」運行受託を皮切りに、2000年（平成12年）に武蔵野市「ムーバス」に参入、2001年（平成13年）には世田谷区コミュニティバスに参入した。2002年には稲城市「iバス」を単独受託、2003年（平成15年）には調布市ミニバスに参入。2005年には町田市「玉ちゃんバス」、2008年には狛江市「こまバス」を運行受託している。

### 小田急シティバスの設立
東京・神奈川を走る他事業者のバスと同様、時代とともに小田急バスの輸送人員は減少傾向に陥る一方で、労働集約型産業であるバス事業では人件費等の費用は大きく減少せず、抜本的な改善が求められるようになった。1991年（平成3年）より道路運送法で定められた「一般乗合バス事業の管理の受委託」が解禁されており、不採算路線を子会社に委託することにより収支改善を図ることが可能となった。そのため、高速バス事業の移管と、若林営業所管内の都区内路線の運行委託を目的として、2000年（平成12年）2月1日に小田急バス若林営業所内に子会社として小田急シティバスが設立された。
小田急バスは同年8月から、夜行高速バス「ルミナス号」を小田急シティバスに移管した。翌2001年（平成13年）には一般路線の運行委託を開始、同年1月には、下61系統（北沢タウンホール - 駒沢陸橋）、同年5月には渋54系統（梅ヶ丘駅北口 - 渋谷駅）、同年11月には梅01系統、歳22系統（梅ヶ丘駅北口 - 千歳船橋駅・希望ヶ丘団地）、新宿ランド線（新宿駅西口 - よみうりランド）の計4路線を小田急シティバスに運行委託した。
また、2000年（平成12年）以降に実施されたバス事業の規制緩和により都市間ツアーバスの運行が開始され、運賃の低廉化が進んだ。小田急バスが運行する高速バスもこの影響を受けて乗客が減少傾向となった。様々な合理化方策や、女性専用車両の導入などサービス改善を行ったものの依然として収支は厳しかった。
このため2002年（平成14年）4月、小田急バスが当時運行していた高速バス全路線（秋田線、広島線、三原線、岐阜線、高知線）を小田急シティバスへ移管した。
なお、小田急シティバスは2022年（令和4年）1月1日をもって小田急電鉄子会社の小田急箱根高速バスと合併し、小田急ハイウェイバス株式会社となった。存続会社は小田急箱根高速バスで、合併後の会社は小田急電鉄100%出資となる。

### 年表

#### 武蔵野乗合自動車
- 1932年（昭和7年）6月1日 - 武蔵野乗合自動車を設立[1][8][6][10]。本社を東京市赤坂区伝馬町に置く[9]。
- 1935年（昭和10年）1月20日 - 本社を東京府北多摩郡調布町上布田（現在の調布市布田）に移転[10][17]。
- 1937年（昭和12年）- 本社・営業所を吉祥寺駅南口へ移転[6]。
- 1944年（昭和19年）- 強制疎開により、本社・営業所を吉祥寺駅南口から三鷹市野崎へ移転[6]。
- 1949年（昭和24年）8月 - 国際興業により買収され、武蔵野乗合自動車は国際興業の傘下となる[6]。

#### 小田急バス
- 1950年（昭和25年）
  - 8月17日 - 小田急電鉄が国際興業から武蔵野乗合自動車を買収する[18]。
  - 9月1日 - 武蔵野乗合自動車の商号を小田急バスに変更する[18]。
  - 11月11日 - 若林営業所を新設する[18]。
- 1951年（昭和26年）3月24日 - 貸切バス事業を開始[8]。
- 1953年（昭和28年）
  - 3月3日 - 吉祥寺営業所を新設する[18]。
  - 3月23日 - 三鷹営業所を閉鎖する[18]。
  - 7月14日 - 旅行業を開始[8]。
- 1954年（昭和29年）6月1日 - 本社を新宿区角筈に移転する（後に住居表示の見直しにより渋谷区代々木となる）[18]。
- 1959年（昭和34年）3月25日 - 武蔵境営業所を新設する[18]。
- 1960年（昭和35年）10月5日 - 狛江営業所を新設する[19]。
- 1961年（昭和36年）11月4日 - 武蔵境営業所に小田急バス初のワンマンカーを導入する[19]
- 1962年（昭和37年）
  - 2月16日 - 堀ノ内営業所を新設する[19]。
  - 4月4日 - 石油製品販売業を開始、ガソリンスタンド運営を始める[8]。
- 1964年（昭和39年）11月9日 - 本社を新宿区角筈に移転する[19]。
- 1966年（昭和41年）3月1日 - 不動産業を開始[8]。
- 1967年（昭和42年）3月20日 - 生田営業所を新設する[19]。
- 1976年（昭和51年）8月3日 - 小田急バス初の冷房車両を導入する[20]。
- 1977年（昭和52年）- 一般路線バスのワンマン化を完了[20]。
- 1983年（昭和58年）7月21日 - 町田営業所を新設する[21]。
- 1985年（昭和60年）12月16日 - 深夜バス（鶴川駅 - 鶴川団地・奈良北団地）の運行を開始する[21]。
- 1988年（昭和63年）2月17日 - 高速バス事業を開始、初の夜行高速バスとして秋田線「フローラ号」を運行開始[8]。
- 1989年（平成元年）12月22日 - 深夜急行バス（新宿駅西口 - 町田バスセンター）の運行を開始する[22]。
- 1992年（平成4年）10月19日 - 本社を新宿区西新宿へ移転する[22]。
- 1995年（平成7年）5月31日 - 深夜急行バスを廃止する[22]。
- 1997年（平成9年）8月 - 特定バス事業を開始[8]。
- 1998年（平成10年）
  - 4月1日 - 都内乗り継ぎ一日乗車券の販売を開始する[23]。
  - 10月1日 - 堀ノ内営業所を廃止する[23]。
  - 11月13日 - 三鷹市コミュニティバスの運行を開始する[23]。
- 1999年（平成11年）
  - 2月26日 - ノンステップバスの導入を開始する[23]。
  - 12月6日 - 世田谷区コミュニティバスの運行を開始する[23]。
- 2000年（平成12年）
  - 2月1日 - 小田急バスの100%出資子会社として、小田急シティバスを設立する[8][23]。
  - 6月29日 - 公式ホームページを開設する[23]。
  - 6月30日 - ラッピングバスの運行を開始する[23]。
  - 7月13日 - 空港連絡バスを運行開始[8]。
  - 8月1日 - 高速バス倉敷線を小田急シティバスに移譲する[23]。
  - 11月26日 - ムーバスの運行受託を開始する[23]。
- 2007年（平成19年）3月18日 - PASMOサービス開始に伴い導入開始[8][24]。
- 2011年（平成23年）9月1日 - 小田急バスにおける町田駅への乗り入れ路線が消滅。
- 2013年（平成25年）
  - 3月23日 - 交通系ICカード全国相互利用サービス開始。
  - 6月2日 - 登戸営業所を新設し、同所への移転という形で生田営業所を閉鎖する。
- 2016年（平成28年）
  - 6月1日 - 全路線が前乗り後降りの運賃先払い方式に統一され、中乗り前降りの運賃後払い方式を廃止[25]。関東大手私鉄系バス事業者で、一般路線全線が前乗り後降りの運賃先払い方式に統一されるのは、東急バスに次いで2例目となる。
  - 12月31日 - 石油製品販売業から撤退、ガソリンスタンド運営を終了[8]。
- 2018年（平成30年）
  - 2月16日 - 三鷹案内所をアトレヴィ三鷹1階へ移転[26]。
  - 6月1日 - 小田急シティバス世田谷営業所を新事務所へ移転[27]。
- 2019年（令和元年）
  - 7月18日 - 小田急路線バスナビをリニューアル、新サイトへ移行[28]。
  - 10月1日 - 消費税率10%への増税を反映して運賃改定[29]。
  - 10月10日 - 台風15号・台風19号の発生を受け、運行状況Twitter(現X)アカウントを開設[30]。
- 2020年（令和2年）
  - 5月26日 - 9月1日に小田急バス創立70周年を迎えることを記念し、記念事業を行うことを発表[31]。
  - 6月 - 「小田急ブルー」の70周年記念ロゴステッカーを、一般路線バス・空港連絡バスの車両に貼付[31][32]。
  - 6月 - 一般路線バス車内に、小田急バスカレンダーで使用されている沿線のイラストを9枚組み合わせたデザインの70周年記念ポスターを掲示[31][32]。
  - 7月 - 小田急バス公式サイト内に、創立70周年記念特設ページを開設[31][32]。
  - 7月 - 「小田急ブルー」のストライプ柄[33][34]を基調とした創立70周年記念ラッピングバスを武蔵境営業所に1台（19-C9412号車[32]）配置し[35]、創業の地である三鷹・武蔵野地区で運行開始[35]。
  - 9月1日 - 小田急バス創立70周年を迎える[31][32]。
  - 10月1日 - 小田急バス一日乗車券を、大人520円（小児260円）から、大人600円（小児300円）に改定[36]。
  - 11月16日 - 新型コロナウイルス感染拡大に伴い、利用状況を踏まえた大規模なダイヤ改正を実施[37]。
  - 11・12月 - 70周年記念オリジナルトミカ販売会を、大谷折返場（川崎市麻生区）と仙川折返場（本社ビル横）でそれぞれ開催[38][39]。
- 2021年（令和3年）
  - 1月1日 - クールビズ推進のため、バス乗務員の制帽を通年廃止（子会社の小田急シティバスは除く）[40]。
  - 3月1日 - 川崎市バス鷲ヶ峰営業所と共同運行していた新10系統（新百合ヶ丘駅 - 新ゆりグリーンタウン）を全便移譲される。これに伴い、前日をもって同社との共通定期券の取り扱いを終了。
  - 3月31日 - ICカード使用時のバス利用特典サービスの取り扱いを終了[41]。
  - 6月30日 - 空港連絡バス羽田空港線の回数券の発売を吉祥寺発着・新百合ヶ丘発着共に終了[42]。
  - 10月1日 - 桜堤折返場（武蔵野市桜堤）内に、”暮らしの「町あい所」"をコンセプトとする新たな複合施設「hocco」を開業[43][44]。また、同施設の開業に合わせて境21（武蔵境駅北口 - 団地上水端）を延伸し、同施設内に降車専用の”桜堤上水端「hocco」”バス停を終点として新設。
  - 11月30日 - ナイスパスにおけるスタンプカードの新規配布を終了[45]。
  - 12月19日 - 環境定期券制度の取り扱いを終了[46]。
- 2022年（令和4年）
  - 1月1日 - 小田急箱根高速バスが小田急シティバスを吸収合併し「小田急ハイウェイバス株式会社」に改称[16]。
  - 6月1日 - 深夜運賃・深夜バスの見直しを実施[47]。一部の路線を除き、起点停留所を23時以降に出発する全ての便が深夜バスとなる。
  - 10月16日 - 町田営業所を閉鎖し、新設された新百合ヶ丘営業所に移転[48][49]。
- 2023年（令和5年）
  - 5月15日 - 川崎市内運賃を改定[50][注釈 7]。
  - 7月・9月 - 二度にわたり東急バスとの共同運行路線が整理され、渋24は7月1日に東急バス弦巻営業所へ全便移管し[51]、柿23・新21・新23・新25は9月1日に東急バス虹が丘営業所より全便移管される[52]。これらの路線に有効な共通定期券は前日をもって終了している[注釈 8]。
- 2024年（令和6年）
  - 3月16日 - 慢性的な乗務員不足や、いわゆる2024問題に対応することを目的として、大規模なダイヤ改正を実施[53]。前年から一部便の運休が相次いでいた吉祥寺営業所や武蔵境営業所の路線を中心に減便が目立った他、小田急バス最長路線であった宿44系統（新宿駅西口 - 吉祥寺駅 - 武蔵境駅南口）が廃止[注釈 9]。また、この日より武蔵境営業所に導入されたBYD製大型EVバス「K8」の運行が開始された[54]。
  - 4月1日 - 一般路線全線（一部路線とコミュニティバス・空港連絡バスを除く）の小児運賃を改定し、ICカード利用時に限り通年50円（深夜バスは100円）となる。ただし、他社との共同運行路線では小田急バスのみ対象となり[注釈 10]、現金利用時はこれまで通り大人運賃の半額となる[55]。
  - 6月1日 - 均一運賃区間（都区内・川崎市内・横浜市内）の運賃を改定[56]。なお、定期運賃は同年7月1日に改定となる。
  - 6月 - 武蔵境営業所で運行されている創立70周年記念ラッピングバスが運行終了[57]。
  - 12月16日 - 京王バス調布営業所との間で路線再編が行われ、同営業所との共同運行を全て解消。また、小田急バスで唯一武蔵小金井駅へ乗り入れていた境96系統が、京王バス府中営業所小金井支所へ移管されたことにより、小田急バスにおける武蔵小金井駅への乗り入れ路線が消滅[58]。
- 2025年 （令和7年）
  - 4月- 晃華学園折返場（調布市深大寺東町）内に、”暮らし巡る、であい掬ぶ、なりわい水舎"をキャッチフレーズとした、新たな複合施設「meedo」が完成した。また、5月16日付で”晃華学園東”バス停を名称変更し、”晃華学園東「meedo」”に変更した。[59][60]
  - 6月1日 - 一般路線バスにおいて精神障がい者割引を導入。第二種は本人のみ、第一種は介護人も割引。
  - 6月29日 - 7月5日のダイヤ改正をもって、宿44系統が廃止となり、新宿駅に乗り入れる定期路線がなくなる。

## 営業所
括弧内の英字は、営業所のアルファベット略号。営業所の設立順に付与されている。
- 吉祥寺営業所 (A)
  - 東京都武蔵野市吉祥寺南町3丁目1-6
- 若林営業所 (B)
  - 東京都世田谷区若林2丁目39-4

小田急シティバス本社・世田谷営業所を併設していた。
小田急ハイウェイバス本社・世田谷営業所が併設された。
- 武蔵境営業所 (C)
  - 東京都武蔵野市境南町5丁目1-18
- 狛江営業所 (D)
  - 東京都狛江市中和泉5丁目17-23
- 登戸営業所 (E)
  - 神奈川県川崎市多摩区登戸3816
- 新百合ヶ丘営業所 (F)
  - 神奈川県川崎市麻生区王禅寺西4丁目14-5

### 廃止営業所
- 堀ノ内営業所
  - 東京都杉並区堀ノ内1丁目9-27

貸切部門の営業所。1998年10月に貸切バスは吉祥寺営業所、武蔵境営業所、狛江営業所、生田営業所へ、高速バスは若林営業所へ移管し廃止・閉鎖。
- 生田営業所 (E)
  - 神奈川県川崎市多摩区西生田2丁目7-20

2013年6月2日、登戸営業所へ移転。建屋は川崎交通産業の本社が登戸から移転したほか、生田研修所として教育施設に改装。車庫用地は「生田折返場」として使用されている。
- 町田営業所 (F)
  - 東京都町田市野津田町字関ノ上284-1

2022年10月16日、新百合ヶ丘営業所へ移転のうえ閉鎖。神奈川中央交通町田営業所に隣接しており、日本でも珍しい営業所専用の信号機が設置されていた営業所であった。

## 現行路線

### 空港連絡バス
- 吉祥寺営業所担当（吉祥寺駅発着）

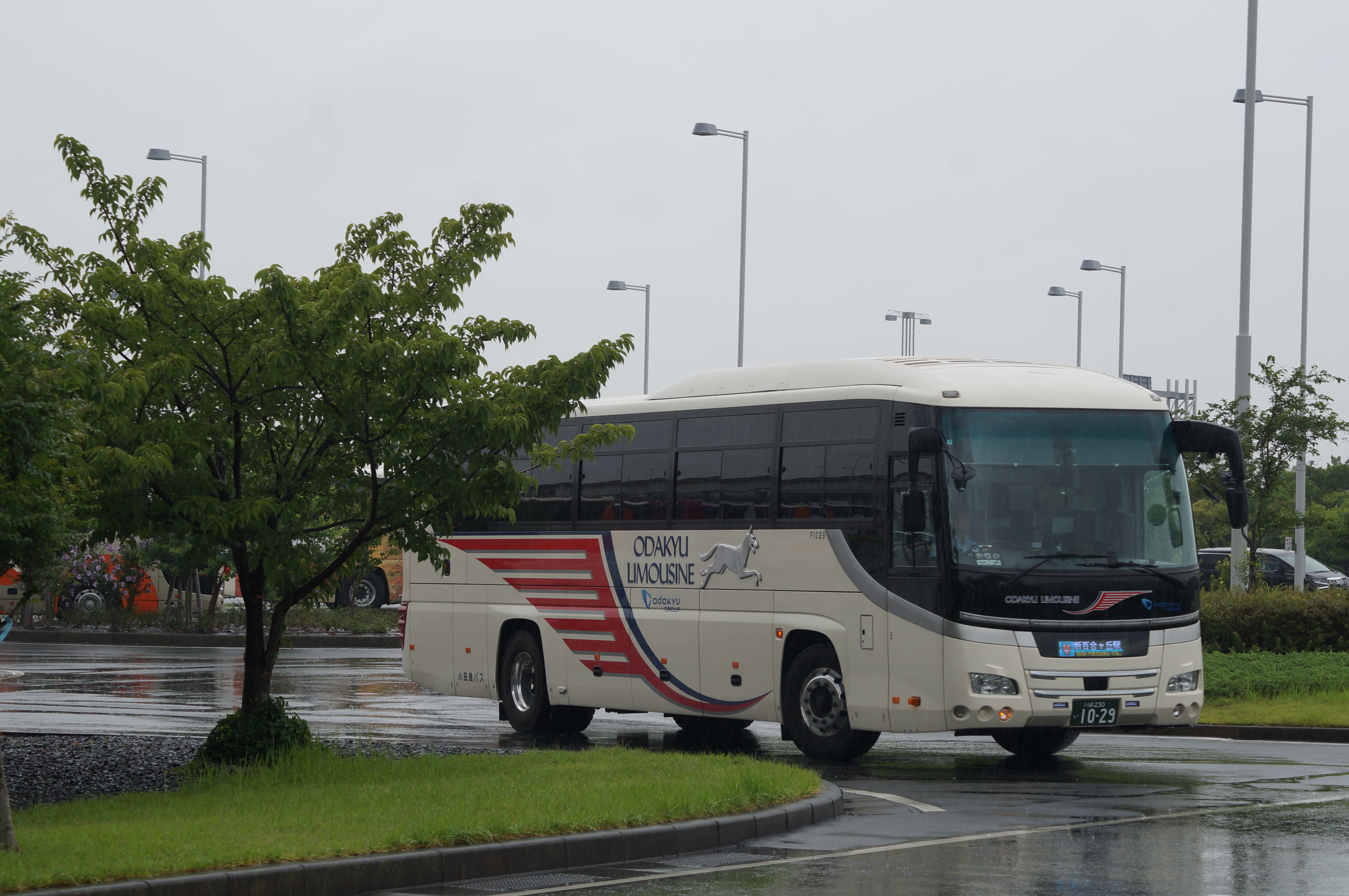
空港リムジン羽田線に充当された新百合ヶ丘営業所所属のF1029号車 フルカラーLEDが装備されている

  - 羽田空港線 （東京空港交通・京浜急行バス・関東バスと共同運行）
  - 成田空港線 （東京空港交通・京成バス・関東バスと共同運行）
- 新百合ヶ丘営業所担当（新百合ヶ丘駅8番乗り場発着）
  - 羽田線 [注釈 11]（京浜急行バス新子安営業所と共同運行）
  - たまプラーザ駅[注釈 12]経由成田線 （京成バス・東急バスと共同運行）

新型コロナウイルス感染症の影響で、2020年4月から運休していた新百合ヶ丘駅発着の成田空港線は、2023年8月1日より小田急バス便のみ運行を再開した。なお、吉祥寺駅発着の成田空港線は引き続き運休している。

### 夜行高速バス、貸切バス
夜行高速バスや貸切バス事業については若林営業所と貸切並びに高速に特化した堀ノ内営業所が主に担当していた。堀ノ内営業所は閉鎖となり若林営業所及び各営業所に振り分けられた。
2000年に100%子会社の小田急シティバスが開設され夜行高速バスの路線は順次、貸切バス事業と共にに同社世田谷営業所へ移管した。さらに子会社の小田急シティバスは小田急箱根高速バス（現小田急ハイウェイバス）へ吸収合併され解散となり夜行高速バスについては完全撤退した。一部営業所にて貸切、特定輸送のみ継続中である。
小田急ハイウェイバスを参照。

### 路線バス
- 各営業所の項を参照。

### コミュニティバス受託
- 調布市ミニバス（調布市・鬼太郎バス）
- みたかシティバス（三鷹市）
- ムーバス（武蔵野市）
- iバス（稲城市）
- 玉川学園コミュニティバス（町田市・玉ちゃんバス）
- 狛江市コミュニティバス（狛江市・こまバス）

小田急シティバス委託路線については、小田急シティバス#コミュニティバスを参照。

## 乗車券類
小田急バスでは、下記の各種乗車券を発行している。詳細は公式サイト「乗車券のご案内」を参照。
IC定期券
PASMO・Suicaのみに搭載可能な全線定期券。2012年5月10日から、紙式定期券を廃止しICカード化した。ただし区間指定・他社共通など、一部の定期券は紙式で残されている。また、紙式定期券の時代は運賃エリアごとに発売されていたが、定期券のICカード化を機に全線定期券に統一された。2018年3月17日からは一部券種を除いて、小田急線の定期券売り場、券売機でも購入できるようになった。
1日フリーパス
小田急バス・小田急シティバスの全路線で利用できる一日乗車券（他社の共同運行路線、高速バス・空港連絡バス、一部のコミュニティバスを除く）。PASMO・SuicaにSF残額から差し引く形で付加する。IC定期券同様に上記以外の交通系ICカードには搭載不可。深夜バス乗車時は別途普通運賃相当額を支払って利用する。2020年10月1日に現行の運賃（大人：600円・小児：300円）に改定されている。
ICカード化される以前は、都内乗り継ぎ一日乗車券として、利用範囲が都区内均一運賃エリアに限られていたが、現在では武相運賃エリアや神奈川県内を含め、全ての一般路線で利用が可能となった。以前は紙製と磁気カード式の一日乗車券が存在した。2008年に全営業所でPASMOが導入されるまでは、紙製のスクラッチ式で最初の乗車の際に初乗り券を切り取って利用する方式だった。磁気カード式は各営業所・案内所・バス車内で発売しており、料金機の磁気カードリーダーライターに通して利用する方式となっていたが、発売が2013年3月31日、使用が4月30日をもって終了し、5月1日からは小田急バス営業所・案内所等にて無手数料で払い戻している。
ナイスパス
満65歳以上の高齢者を対象とした特別割引乗車券。本券を提示することで小田急バス一般路線バス全線が1乗車100円で利用できる（深夜バスは倍額）。支払いは現金のみでPASMOなどの乗車カード類は使用できない。高速バス・リムジンバスやもともと運賃が100円であるムーバスは利用できない。

同じ小田急グループの神奈川中央交通の「かなちゃん手形」とほぼ同様のサービスで、東京都シルバーパスや川崎市・横浜市が発行する敬老乗車証の利用対象外の乗客も含めて、高齢者の路線バス利用を促進するための事業として行っている。
1箇月・2箇月・6箇月券がある。初回購入時に年齢を証明できる公的身分証明書が必要で、2回目以降の購入は旧券と引き替えとなる。またスタンプカードによるポイントサービスがあり、購入時に有効月数分（1箇月分に付き1個）の捺印がなされ、スタンプが6個たまると次回購入分の有効期間が1箇月分延長される。2021年11月30日をもって、スタンプカードの新規配布を終了した。
みたかシティバス専用乗車券
- みたかシティバス専用乗換カード[65]

2020年中に発売・利用とも終了。詳細は「みたかシティバス#みたかシティバス専用乗換カード」を参照。
- 三鷹の森ジブリ美術館往復割引乗車券[66]

三鷹の森ジブリ美術館来館者向けの往復割引乗車券。みたかシティバスの特定ルートで利用可能。詳細は「みたかシティバス#運行内容」を参照。(2024.8.31で終了)
福祉割引制度
| 対象                  | 種類                    | 種別   | 区分 | 条件   | 条件   | 普通券 | 定期券 |
| --------------------- | ----------------------- | ------ | ---- | ------ | ------ | ------ | ------ |
| 身体障害者 知的障害者 | 身体障害者手帳 療育手帳 | 第一種 | 大人 | 単独   | 単独   | 5割引  | -      |
| 身体障害者 知的障害者 | 身体障害者手帳 療育手帳 | 第一種 | 大人 | 介護付 | 本人   | 5割引  | 3割引  |
| 身体障害者 知的障害者 | 身体障害者手帳 療育手帳 | 第一種 | 大人 | 介護付 | 介護者 | 5割引  | 3割引  |
| 身体障害者 知的障害者 | 身体障害者手帳 療育手帳 | 第一種 | 小児 | 単独   | 単独   | 5割引  | -      |
| 身体障害者 知的障害者 | 身体障害者手帳 療育手帳 | 第一種 | 小児 | 介護付 | 本人   | 5割引  | 無割引 |
| 身体障害者 知的障害者 | 身体障害者手帳 療育手帳 | 第一種 | 小児 | 介護付 | 介護者 | 5割引  | 3割引  |
| 身体障害者 知的障害者 | 身体障害者手帳 療育手帳 | 第二種 | 大人 | 単独   | 単独   | 5割引  | 3割引  |
| 身体障害者 知的障害者 | 身体障害者手帳 療育手帳 | 第二種 | 小児 | 単独   | 単独   | 5割引  | -      |
| 身体障害者 知的障害者 | 身体障害者手帳 療育手帳 | 第二種 | 小児 | 介護付 | 本人   | 5割引  | 無割引 |
| 身体障害者 知的障害者 | 身体障害者手帳 療育手帳 | 第二種 | 小児 | 介護付 | 介護者 | 5割引  | 3割引  |

## 車両

### 車種

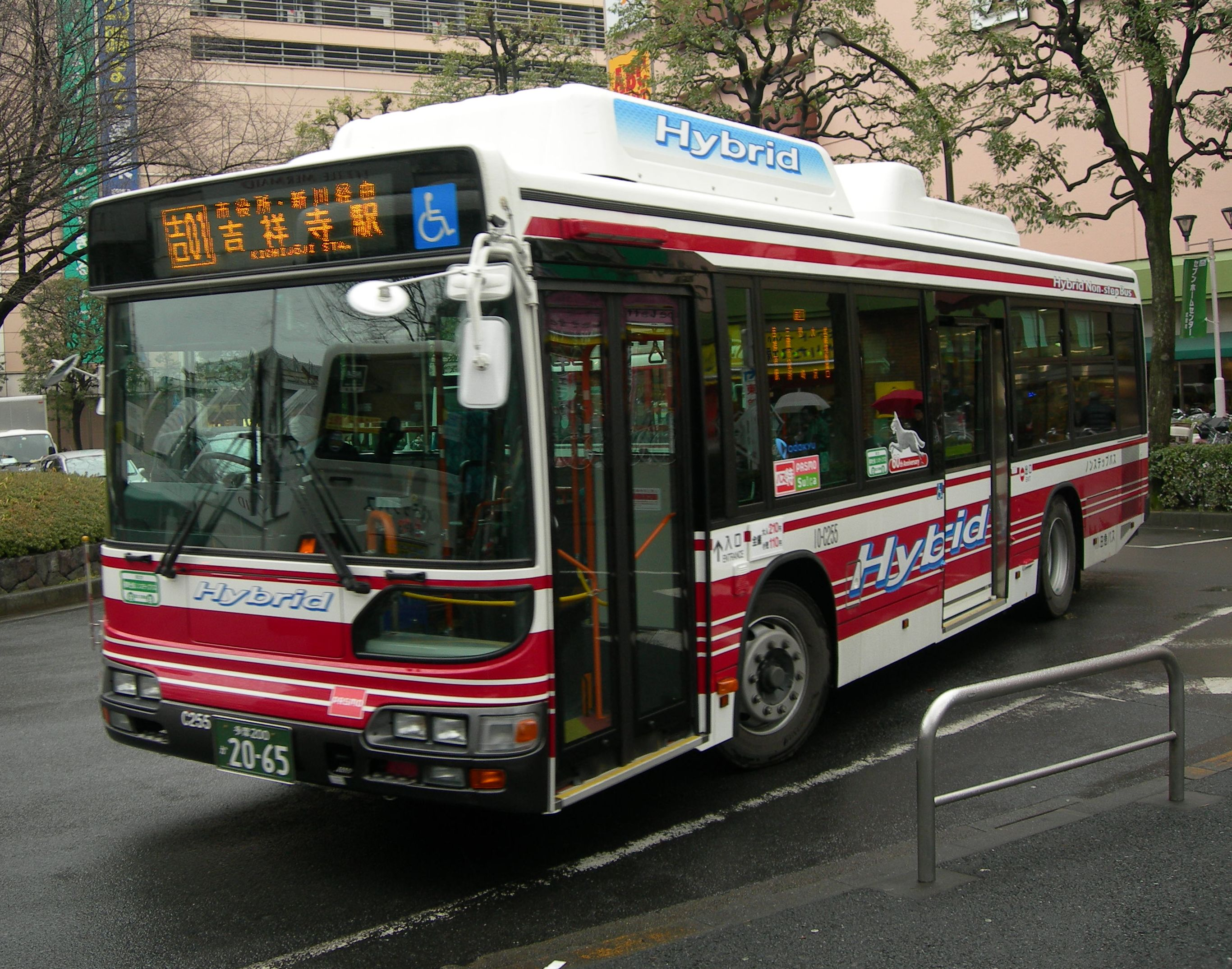
日野・ブルーリボンシティハイブリッド 武蔵境駅南口にて

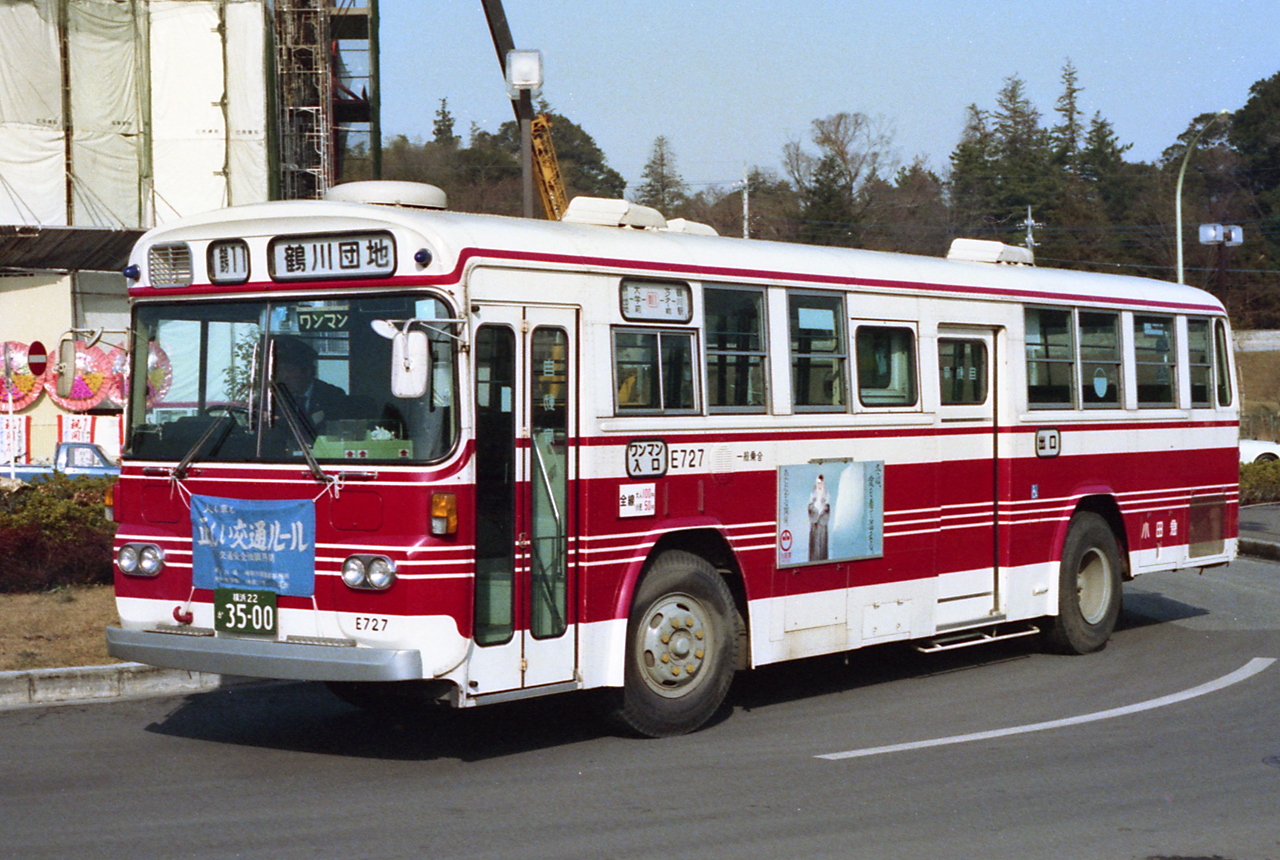
過去の車両
いすゞ・BU15K、富士重工3E車体

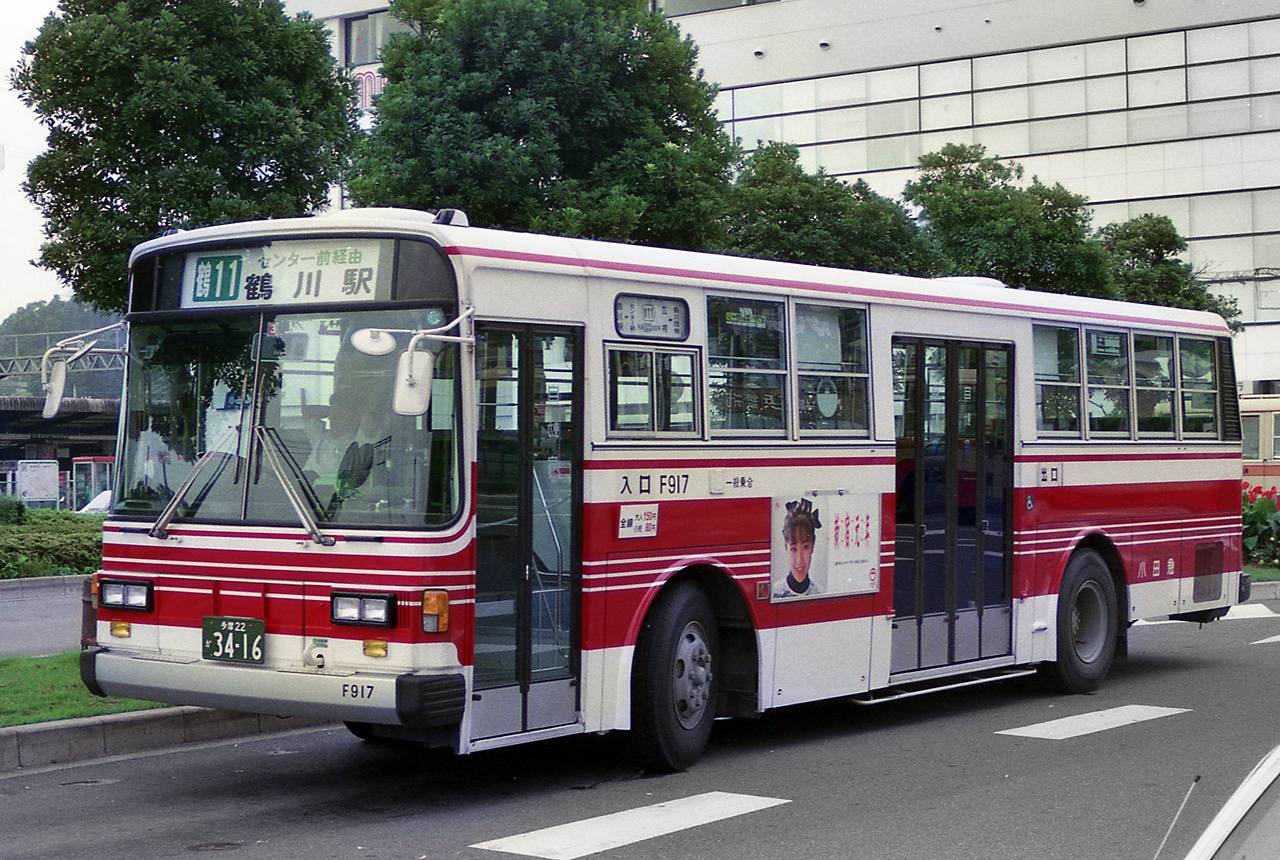
過去の車両
いすゞ・LV314L、富士重工5E車体

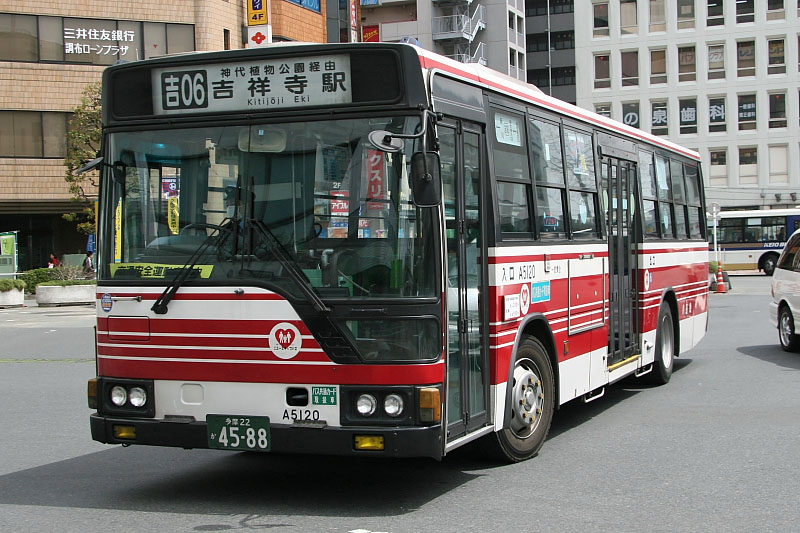
過去の車両
三菱ふそう・エアロスターM（ニューステップバス）

2018年10月現在、小田急バスには588台が在籍（一般路線551台・空港路線15台・貸切11台・特定11台）。また、小田急シティバスには26台が在籍する。
コミュニティバス用、または一部の一般路線用の小型車は日野自動車製、ハイブリッド車は日野自動車製といすゞ自動車製が配置されているが、ほとんどの車種がいすゞ自動車（ジェイ・バス）製または三菱ふそうトラック・バス製で、いすゞが全体の6割を占め、三菱ふそうが約3割、残りが日野である。路線バスの車両は大型車が多いが、一部の営業所には中型車や小型車も投入されている。9m大型車、10.5m級中型長尺車の投入はない。
過去の車両では、三菱ふそう・エアロスターにおいては、三菱ふそうバス製造（当時：三菱自動車バス製造）に一本化されるまでは、当時の三菱自動車工業名古屋製作所大江工場製の車体（エアロスターM）を導入していた。
またいすゞ車においては、純正ボディ（当時：アイ・ケイ・コーチ→いすゞバス製造）と、富士重工業製ボディ架装の車両をともに導入していた。1990年代までの導入車両は富士重工ボディのほうが多く、いすゞ・キュービックの純正ボディはノンステップバスとごく一部のツーステップ車に限られていた。富士重工製ボディは大型車は1989年（平成元年）以降は7Eボディを採用したのに対し、中型車は1994年（平成6年）まで6Eボディを採用したが、8Eボディの車両は導入されず、いすゞ・ジャーニーKでは純正ボディの車両を導入した。2000年（平成12年）以降はすべて純正ボディのエルガおよびエルガミオで導入されている。
1999年（平成11年）以降の新車は大部分がノンステップバスとなっており、中でもいすゞ・エルガの占める割合がかなり大きい。特に2007年（平成19年）と2008年（平成20年）の投入車は全車いすゞ製であった。2009年（平成21年）にPKG-MP系（三菱ふそうバス製造架装）ノンステップ車の発売開始により、三菱ふそう製車両の導入が再開されている。
2003年（平成15年）の新車より「小田急グループマテリアルズ仕様」で導入されている。これは小田急グループ内のバス事業者7社で基本的な仕様を統一し、小田急グループマテリアルズが一括して調達することによりコストダウンを図るとともに、短期間で大量の更新が行えるようになっている（同種の事例としては名鉄グループ内のバス事業者向けに名鉄グループ統一仕様があり、名鉄バスのほか岐阜乗合自動車や宮城交通などに導入されている）。
2015年（平成27年）3月末時点で、国土交通省「ノンステップバス導入率が高い事業者ベスト30（全国・導入比率順）」の第3位にランクインした。
2021年（令和3年）3月、最後までツーステップバスとして在籍していた稲城市「iバス」用の日野・リエッセが除籍されたことに伴い、貸切登録車を除くコミュニティバスを含めた一般路線車のノンステップバス率100％を達成した。
2023年（令和5年）11月、同社初となるBYD製大型EVバス「K8」を武蔵境営業所に2両導入。

### 社番
小田急バスの社番は2桁の導入年式下二桁の数字とハイフン、1桁の英字記号と3 - 4桁の数字からなる。また、EVバスの場合は年式と営業所号の手前にEVを付番するようになった。社番のハイフンの前に年式（納入年）表記を入れるようになったのは2009年6月からで、それ以前は納入年の表記は無かった。
以下は23-EV-C0001号車を例にとる。
| 23             | -                                  | (EV)                               | - | C      | 0    | 001      |
| -------------- | ---------------------------------- | ---------------------------------- | - | ------ | ---- | -------- |
| 納入年（年式） | ※電気バスの場合はこの3桁を付番する | ※電気バスの場合はこの3桁を付番する |   | 営業所 | 製造 | 固有番号 |

- 初めの2桁の数字は納入年の西暦下2桁を用いる（受託路線・高速・貸切・特定は表記なし）。
- 次の英字記号は所属営業所を表す。営業所別の英字記号は以下の通り。

| A      | B    | C      | D    | E    | F          |
| ------ | ---- | ------ | ---- | ---- | ---------- |
| 吉祥寺 | 若林 | 武蔵境 | 狛江 | 登戸 | 新百合ヶ丘 |

- Bは小田急シティバス世田谷営業所を含む。
- Eは2013年6月に生田営業所から登戸営業所に、Fは2022年10月に町田営業所から新百合ヶ丘営業所にそれぞれ変更された。
- 次の固有番号は車種や用途などを示す。
- EVバスではないエルガ等の場合は上記の「-EV」は付番されない。
  - 101- コミュニティバス、特定車
  - 251- 大型一般路線車（日野製ハイブリッド車）
  - 301- 中型一般路線車（いすゞ製）
  - 401- 教習車（自家用含）
  - 551- 小型一般路線車（三菱製）
  - 601- 中型一般路線車（三菱製）
  - 701- 大型一般路線車（いすゞ製ハイブリッド車）
  - 1001- 空港路線用
  - 2001- 昼行高速路線用
  - 3001- 中型一般路線車（いすゞ製）
  - 6001- 大型一般路線車（三菱製）
  - 9001- 大型一般路線車（いすゞ製）
  - 0001- 大型一般路線車（BYD製）※営業所号の前にEVが付番される。

以上の法則から「23-EV-C0001号車」は、武蔵境営業所所属、xx23年式のBYD製大型一般路線車である。
なお、夜行高速バス用車両（小田急シティバス所属）は上記の表記に従わず「No.XX」（1 - 2桁）という表記の連番となっているほか、観光バス（小田急シティバス所属）は上2桁が定員、下2桁は連番となっている。

### 塗装

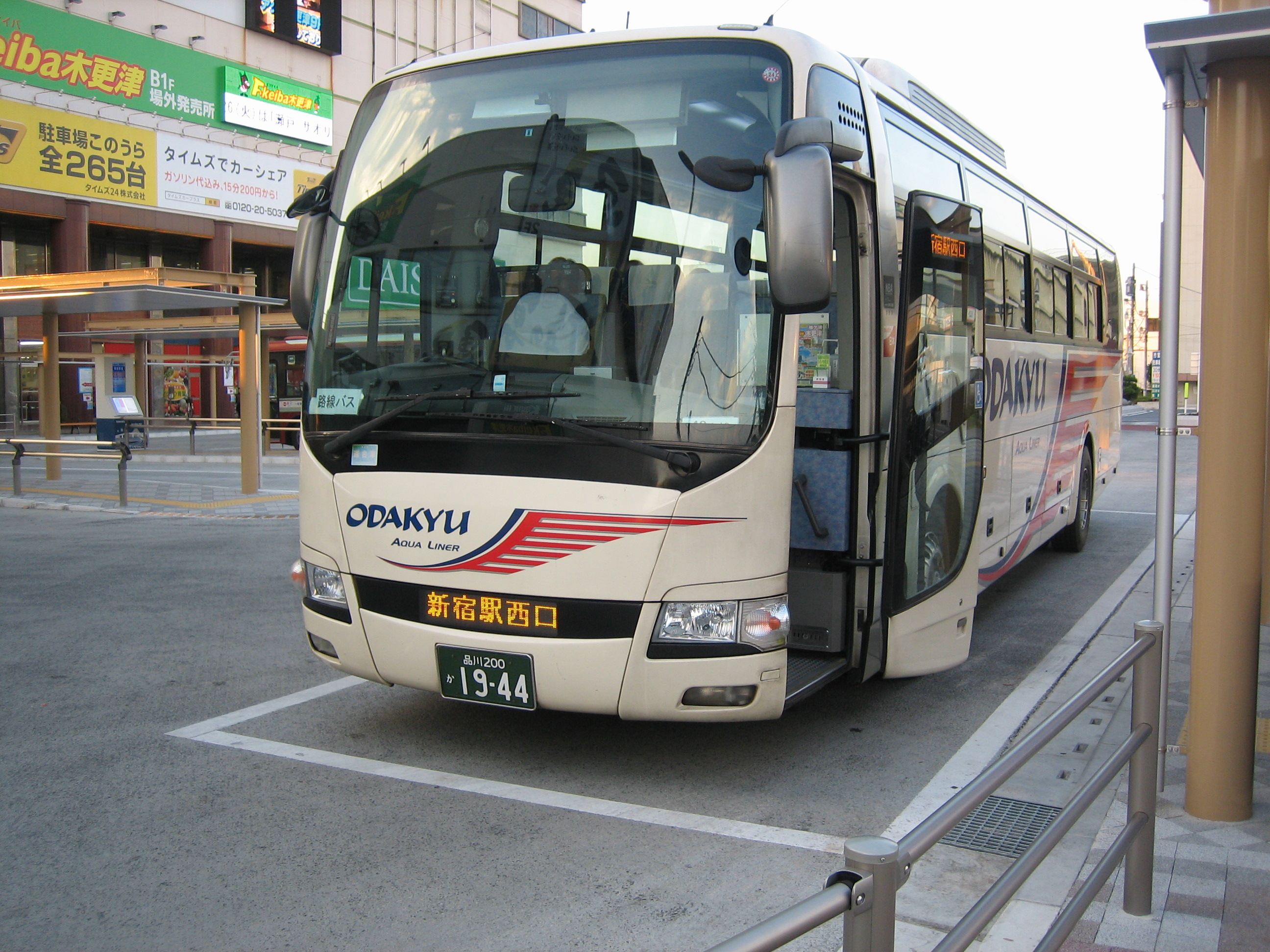
小田急グループ塗装（小田急シティバス）

路線バスのボディーカラーの赤いラインは情熱を表し、白いラインは清潔と忠実を表している。赤いラインの間に白いラインが引かれているのは、情熱の中にも常に理性があることを意味する。
路線バスのボディカラーは、小田急グループの立川バスと同じ（前面の塗り分けは若干異なる）であるほか、秋田県の羽後交通や北海道のてんてつバスに似ている。ただし羽後交通・てんてつバスはどちらも小田急グループとの資本関係はない。
空港リムジンバスや貸切バス用の車両では、神奈川中央交通とその子会社を除き、基本的には小田急グループ共通カラーを採用し、小田急バスのほか、小田急箱根高速バス・箱根登山バス・立川バス・神奈中観光・江ノ電バス・東海バスでほぼ同一の塗色となっている。車体の社名ロゴは、小田急箱根高速バスは小文字「odakyu」、小田急バス・小田急シティバスは大文字「ODAKYU」を使用しており区別は可能である。
なお近年は、江ノ電バスに新製配置される空港リムジンバス、定期観光バス用の車両では独自の塗色を採用している（貸切車は従来通り）。
また、観光バス・リムジンバス車両と高速バス（小田急シティバス）の一部には、車体に銀色の犬のレリーフが取り付けられている。また、路線バスの前面左上に、マスコットキャラクター「きゅんた」のステッカーが貼られて様々な種類のきゅんたがいる。
431号車（いすゞ・エルガ、元一般路線車C9175号車）は安全運転訓練車となっており、誤乗防止の観点から、最初期の旧塗装に復刻されている。
路線バスでは全車両がノンステップバスとなったため、2018年の導入車両及び車体更生施行車からは、リア部の「人に優しいノンステップバス」の文字と樹木のシルエットを描いた、緑と水色のマークが省略されている。

### 装備

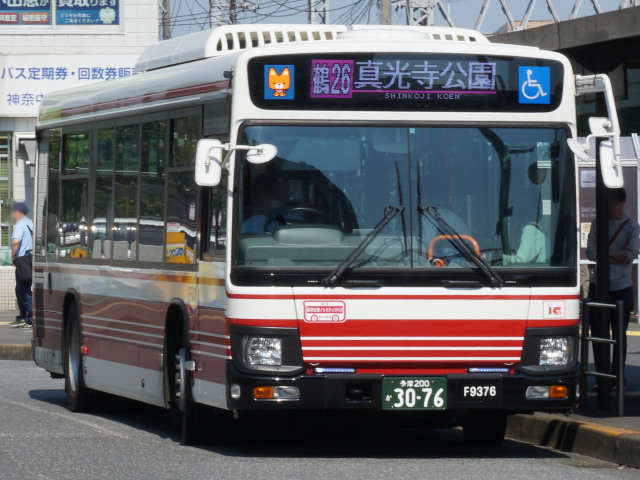
行先表示がフルカラーLEDとなった町田営業所（現・新百合ヶ丘営業所）の一般路線バス車両

1995年には、車両のバリアフリー化の一環として、中扉に自動昇降ステップを装着した「ニューステップバス」が導入され、前面や入口付近にニューステップバスであることを示すハートのマークが掲げられた。
路線バス車両の扉は、P-代（1984年導入）より、中型車を除き中扉が引戸から幅の広い4枚折戸に変更されたが、1995年に導入されたリフト付きバスとニューステップバスで2枚折戸、1999年に導入された初期のノンステップ車では、グライドスライドドアを採用した。ノンステップバスがほとんどになった現在は、小型車及びBYD製車両を除き中扉は引戸に戻されている。さらに近年では、中扉のブザー音をチャイムに交換するとともに開閉ランプを設置し、既存車両への設置改造も既に行われている。
1995年頃に、接続する鉄道路線ごとに行先表示の色を区別した、色地の方向幕が試験的に導入されたことがある。しかし、緑色の地に黄色の文字など一部見づらい配色があり不評だったためか、1996年後半以降は行われなくなった。ただし、色地の方向幕はその後も一部車両に残された。
KC-代までは、前扉直後に横長の小型方向幕を設置していたが、KK-代より側面方向幕が大型化されメーカー標準の位置となった。2001年頃の導入車両よりLED行先表示機が採用され、2021年現在では他事業者と同様にLED式行先表示器の車が主流になっており、ほとんどの車両がLED式行先表示器を装備している。2016年から複数の営業所で、オージ製のフルカラーLED行先表示器が導入開始された。その後すべての営業所にフルカラーLEDの車両が1台以上導入され、系統番号別に色分けした行先表示が可能となっている。また空港路線バスの新型車両にも、フルカラーLED行先表示器が導入されている。
2010年度の導入車両からスモークガラスを採用した。また同年に一部車両で吊革の持ち手形状を三角形に変更し、翌2011年度以降の導入車両から本格採用した。
2011年度以降の導入車両から、一般路線バスに後輪巻き込み防止カバーを採用した。大阪シティバス（旧・大阪市営バス）や阪急バス、近鉄バスなど、関西圏の事業者ではしばしば見られるものだが、首都圏では珍しい仕様である。その後、2017年の導入車両からは後輪巻き込み防止カバーは廃止され、廃止以前に導入された車両からも撤去を進めている。
2012年度の導入車両から、フロントバンパー上の青色LEDデイライト、LED照明を採用している。
2016年度に入り、運賃箱がサクサ製からレシップ製の磁気カード非対応のものに交換された。
1995年頃の導入車両より車内前方に、車内放送と連動して次停留所を表示する案内装置が設置されるようになった。2021年現在では、車内の停留所名表示器も、従来の3色LEDからレシップ製の液晶表示器に交換され、行先や停留所名などの多言語対応が可能になり、英語、中国語（簡体字）、朝鮮語（ハングル）も表示されるようになった。
長らく前扉横に運賃を表示するサボが掲出されていたが、2018年頃の導入車両よりサボ受けが設置されなくなり、他の車両からも順次撤去され、サボの掲出を終了している。

### 経年車の処遇
小田急バスでは、1995年頃まで車内外再生工事を行っていた（P-代の大型車まで更新、中型は一部未更新）が、U-代車以降の再生工事は経費節減の絡みで中止された。そのため特にU-代車や初期のKC-代車は、外板に錆が浮いたりと老朽化が著しかった。なお、2018年頃からPJ-代車の一部において、床板や手すり、降車ボタン等の交換など車内設備の更新を行っているほか、2021年頃からはPKG-代車の一部において、上記の車内更新のほか、車外塗装の塗り直しや、リア部のノンステップバスロゴの撤去など、比較的大規模な車体更生を実施している。またごく一部だが、フルカラーLED方向幕に換装される例もある。
2017年頃までは、車両代替のペースや置き換え時期が比較的早く、おおむね12年から14年程度のサイクルで経年車の置き換えが行われていたが、車両寿命の長期化や、新型コロナウイルス感染拡大に伴う経営悪化のため、2021年現在はおおむね17年程度で置き換えが行われている。
小田急バスでは、除籍後即座に中古車業者の手に渡ることが多いため、北海道から沖縄まで非常に広範囲で元小田急車を見ることができる。代表的な譲渡先として秋田中央交通・羽後交通・じょうてつ・北海道北見バス・弘南バス・南部バス・岩手県交通・東海バス・日本平自動車・大分バス・那覇バス・東陽バス・カリー観光・新常磐交通等で活躍するほか、海外へも輸出されている。

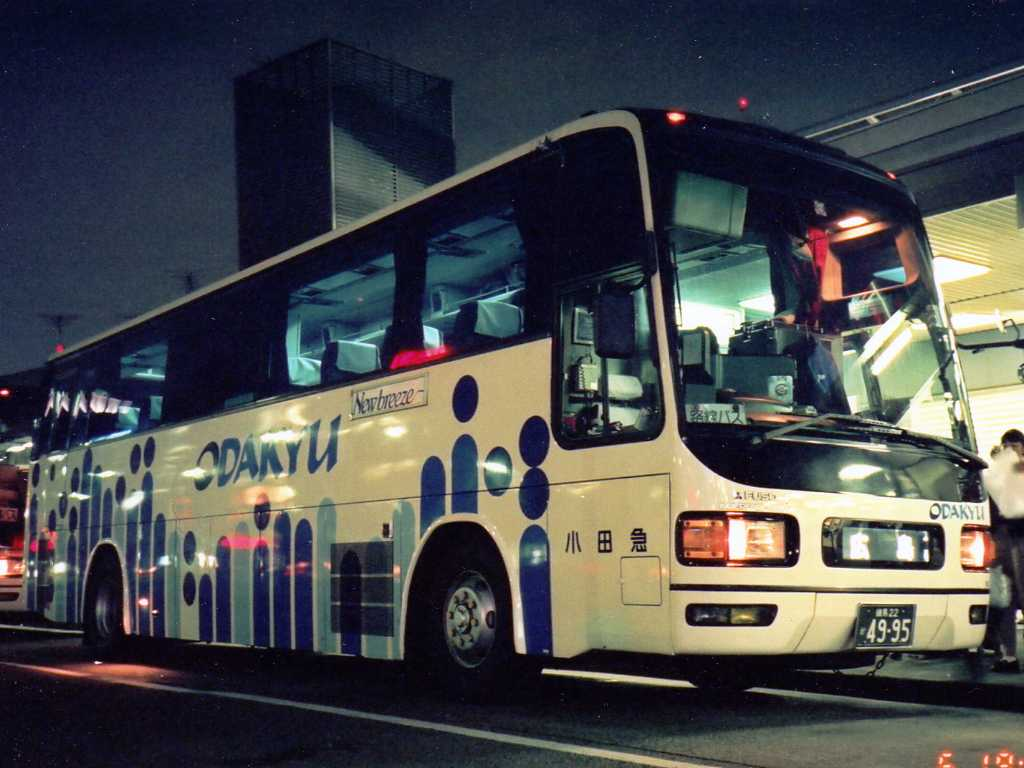
夜行高速バス（1994年撮影）
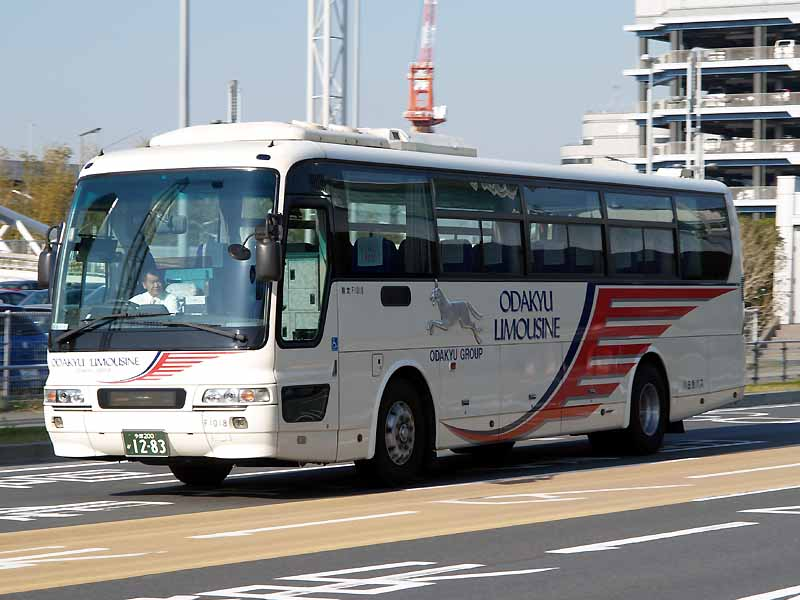
空港リムジン
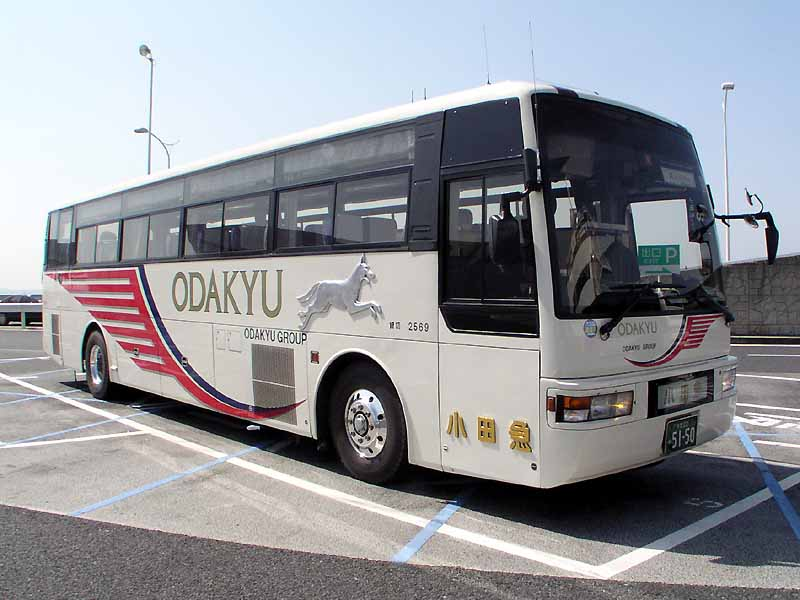
貸切車

## キャラクター

### 犬マークときゅんた

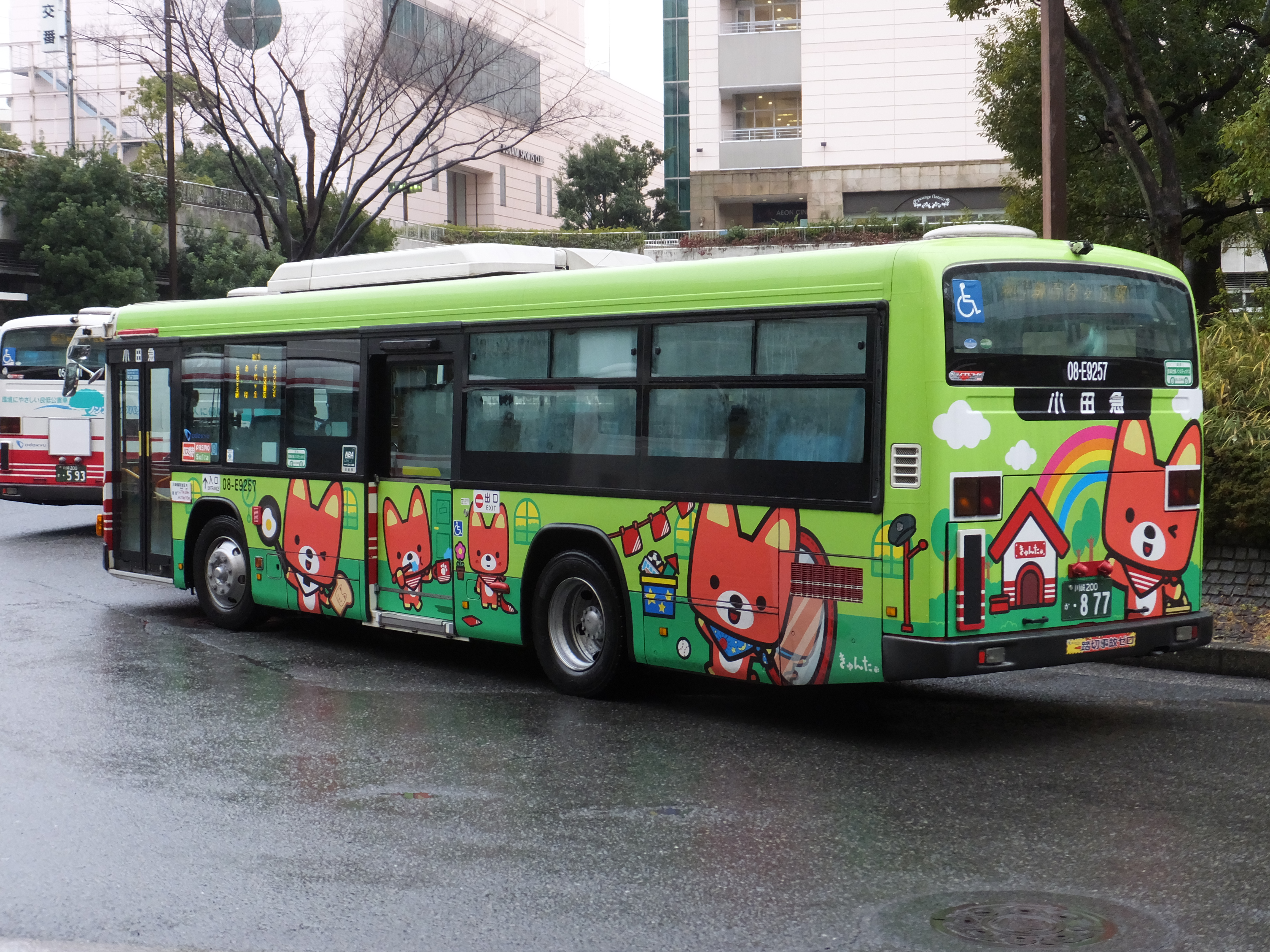
新百合ヶ丘駅に停車中のきゅんたラッピングバス (08-E9257)

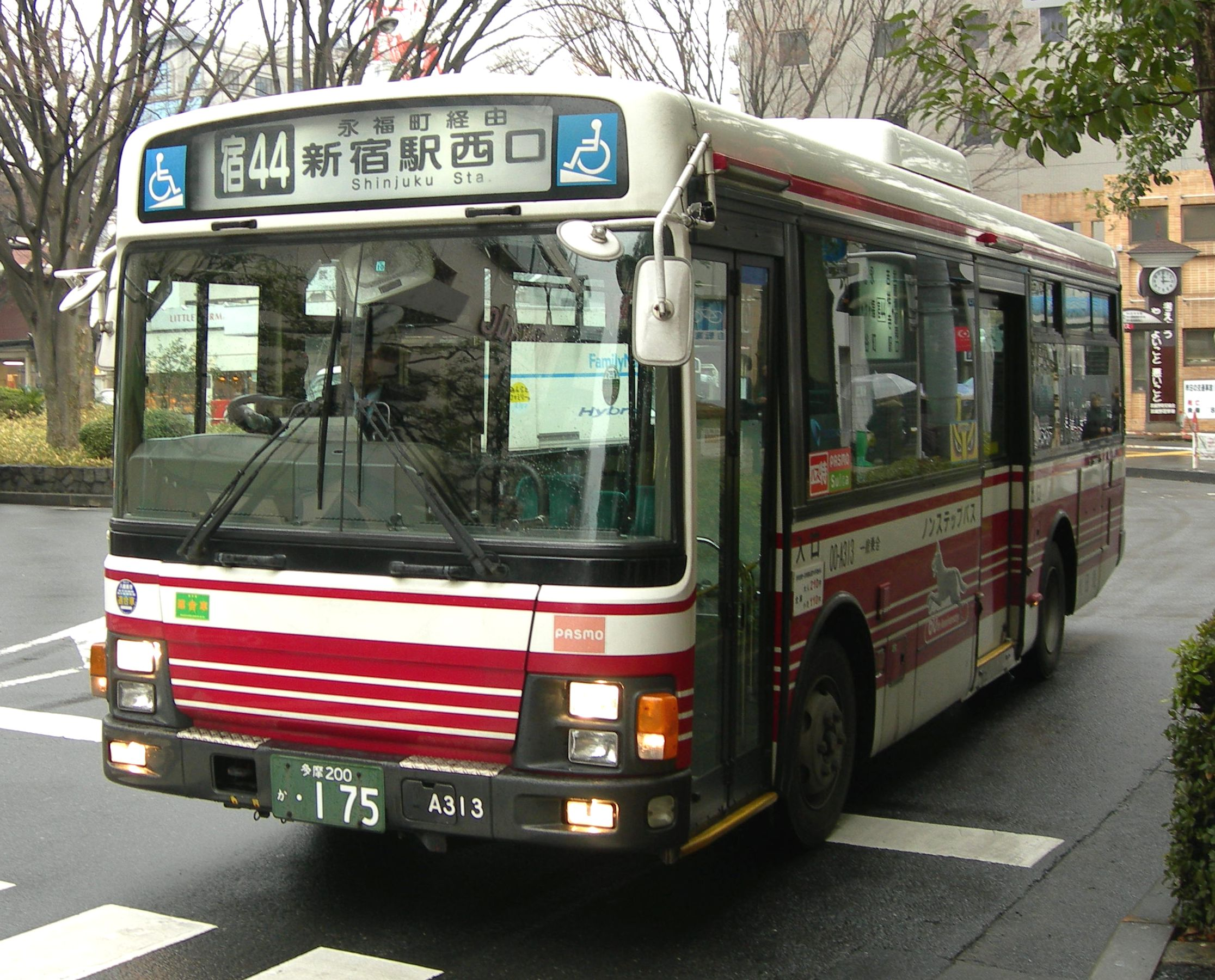
小田急バス設立60周年記念の「犬マーク」ステッカーが貼られた車両 (A313)

小田急バスとしての創業時からシンボルマークとして「犬マーク」を制定、乗客に親しまれてきた。このマークは1996年2月に商標登録されている。シェパード犬をモチーフとし、「愛犬として人に愛され可愛がられる」「盲導犬として人の安全を確保し誘導する」「猟犬として手足となり働く」「番犬として人の生命や財産を守る」といった性格がバスの使命と一致するとして採用され、また忠実さと清潔さを表すものとした。
先述の通り、観光バス・リムジンバス車両と高速バスの一部には、銀色の犬レリーフが側面に取り付けられている。過去には路線車にも取り付けられていたが、1969年に諸般の事情から取り付けをやめている。2010年には小田急バス設立60周年を記念して、路線バスの側面に犬マーク入りの記念ステッカーが貼り出された。仙川にある小田急バス本社ビルの入口にも犬マークのレリーフが掲げられている。
2012年9月、新たな犬のマスコットキャラクター「きゅんた」が誕生した。2012年に、従来の犬マーク（レリーフ）のコンセプトを引き継いだ、新たなマスコットキャラクターを制定することになり、愛称募集キャンペーンとして2012年7月23日から8月31日まで募集を行った。
2012年9月21日、小田急バス公式ホームページ上でキャラクターの名前が発表され「きゅんた」に決定。同年9月26日には吉祥寺営業所で「きゅんた」ラッピングバスの運行開始、同時に着ぐるみがデビューした。2013年10月1日以降、誕生1周年を記念して他の営業所でもラッピングバスの運行を開始した。
「きゅんた」のデザインコンセプトは「バスに乗る人とやさしくふれあうキャラクター」。お客様を待ち目的地まで安全にご案内するキャラクター、人をあたたかく迎え優しく従順に付き添ってくれる犬のイメージでキャラクター化された。小田急バスのナビゲーターとしていろいろな場面で登場し、ゆるキャラグランプリにも参戦している。「きゅんた」の着ぐるみは、2015年11月以降小田急グループ関連のイベントに出没しているが、他社局のイベントでは2014年9月に開催した都営バス主催のイベントで初出演して以降、都営バス主催のイベントではゲストキャラクターとして出演している。